# Brenda Strong
Brenda Strong (Brightwood, Oregon, 25. ožujka 1960.) je američka glumica. Najpoznatija je po ulozi Mary Alice Young u TV seriji Kućanice.